# Lilltjärnen (Fjällsjö socken, Ångermanland, 707359-150800)
Lilltjärnen är en sjö i Strömsunds kommun i Ångermanland och ingår i Ångermanälvens huvudavrinningsområde.